# Philocopra discospora
Philocopra discospora är en svampart som beskrevs av Plowr. 1899. Philocopra discospora ingår i släktet Philocopra och familjen Lasiosphaeriaceae.   Inga underarter finns listade i Catalogue of Life.